# Martorell (llinatge)
Els Martorell eren un llinatge gandienc dels segles xiv i xv, al qual pertanyia, com a figura més destacada, l'autor Joanot Martorell.

## Situació familiar
Els Martorell, que pertanyien a la mitjana noblesa, apareixen documentats a Gandia des de l'any 1373. En Guillem Martorell, avi d'en Joanot, fou membre de la tresoreria reial. L'any 1400 s'instal·laren a València, on la família viurà la seua època de major esplendor. El document d'empadronament d'en Guillem Martorell diu literalment: "L'honrat Guillem Martorell, qui solia habitar en la vila de Gandia e de present habita en la ciutat de València en la parròquia de Sent Bertomeu renuncia a l'habitació e veynatge de la dita vila...", i porta la data del 13 de febrer de l'any 1400. Tant en Guillem com en Francesc, oncle i pare respectivament de l'escriptor, exercien importants càrrecs en l'administració reial i, a més, tenien possessions a Murla, Xaló i Llíber. L'any 1420, en l'expedició d'Alfons el Magnànim a Còrsega i Sicília, hi anaren uns a qui els deien Francesc, Galceran i Jofré Martorell, que perfectament podrien ser el pare i dos germans del novel·lista. Traspassat en Francesc l'any 1435, començà un període de decadència, tant econòmica com social, per als Martorell.

## L'enllaç Francesc-Damiata

### La celebració
En Francesc Martorell es casà amb Damiata Abelló (o Mompalau) el 14 de febrer de 1397 a la ciutat de Gandia, amb l'assistència del marqués de Villena i la seua esposa i d'Alfons el Vell i Violant d'Arenós, futurs ducs de Gandia.

### Els acords
Les capitulacions matrimonials s'havien atorgat davant del notari gandienc Esteve Corts, i contenien les disposicions següents :
- Na Damiata aportava al matrimoni un dot de 25.000 sous.
- A en Francesc, corresponia fer el creix o augment de 12.500 sous sobre el dot de na Damiata.
- En Guillem Martorell donava propter nuptias al seu fill les alqueries de la Murta i Benibrahim (l'actual Benibrai) a Xaló, que produïen a l'any uns 5.000 sous.
- Madona Amada, àvia materna d'en Francesc, també li feia un llegat al seu net, però en el document no s'especifica en què consistia. El que sí que queda ben clar és que la deixa només podrà adquirir-la quan els seus pares hagen mort: "...après òbit del dit en Guillem Martorell, pare seu, e de sa mare, el dit Francesch lo haia e no abans."

### La transcendència
Na Damiata era filla d'en Bernat Abelló i la seua primera esposa, que li deien Agnés. En Bernat es dedicava a l'administració i recepció de tributs. L'enllaç d'en Francesc Martorell i na Damiata Abelló suposà l'aliança de dues famílies que tenien en comú les circumstàncies següents: la possessió d'una fortuna considerable i el fet d'estar al servei de l'administració reial.

### Els descendents
En Francesc i na Damiata tingueren 9 fills:
- Galceran Martorell, que fou senyor de Llíber.
- Guillem Martorell, d'igual nom que el seu avi i el seu oncle, i de qui no es té cap altra referència biogràfica.
- Isabel Martorell, casada amb Ausiàs March, a qui transmeté mortis causa els llocs del Ràfol de Xaló, Cuta, Traella, Benibéder i el Ràfol de Famut. Aquest testament provocà un litigi entre Joanot Martorell i Ausiàs March.
- Aldonça Martorell, ben casada amb Galceran Montalban.
- Joanot Martorell
- Jaume Martorell, que fou senyor de Masserof.
- Jofré Martorell
- Damiata Martorell, traïda i deshonrada per Joan de Montalban, que li prometé matrimoni i l'abandonà. Joanot Martorell per defensar l'honor de la seva germana i la família li escriu una lletra de batalla on el repta a un duel a mort. Demana el rei d'Anglaterra que li faci de jutge. Però la reina Maria intervé i estableix que, "com que no vol que es vessi la sang de dos nobles que aprecia", Joan de Montalban pagui una quantitat per restaurar l'honor de Damiata. Fet que deixa en mala posició no només a Damiata, sinó a Martorell i a tota la família.
- Lluís Martorell, que era canonge a Lleida.